# Paratelmatoscopus monticolus
Paratelmatoscopus monticolus är en tvåvingeart som beskrevs av Quate 1965. Paratelmatoscopus monticolus ingår i släktet Paratelmatoscopus och familjen fjärilsmyggor.
Artens utbredningsområde är Filippinerna. Inga underarter finns listade i Catalogue of Life.